# Безиково
Безиково (на македонска литературна норма: Безиково) е село в източната част на Северна Македония, част от Община Кочани.

## География
Селото е разположено северозападно от град Кочани в Осоговската планина.

## История
В XIX век Безиково е голямо българско село в Кочанска кааза на Османската империя. Според статистиката на Васил Кънчов („Македония. Етнография и статистика“) от 1900 г. Безиково има 480 жители, всички българи християни.
В началото на XX век население на селото са под върховенството на Българската екзархия. По данни на секретаря на екзархията Димитър Мишев („La Macédoine et sa Population Chrétienne“) през 1905 година в Безиково (Bezikovo) има 640 българи екзархисти.
При избухването на Балканската война двама души от Безиково са доброволци в Македоно-одринското опълчение. Селото пострадва по време на Междусъюзническата война. В Карнегиевата анкета Besikovo е посочено като едно от трите български села в Кочанско, опожарени от сърби.  След Междусъюзническата война в 1913 година селото попада в Сърбия.
По време на българското управление на Вардарска Македония през Първата световна война Безиково е част от Винишка община на Кочанска околия и има 603 жители.
След повторното попадане на селото под сръбска власт през есента на 1918 година, местните жители са подложени на репресии. По данни на Иван Михайлов през 1922 година осем селяни са осъдени на лишаване от свобода, а един от тях, Стоимир Костадинов, почива от изтезанията в затвора. На следващата, 1923 година безиковчани, мъже и жени, са подложени на масов побой от страна на сръбските власти, някои деца получават сериозни психически разстройства.
Според преброяване от 2002 в селото има 4 домакинства с 13 къщи.

## Личности
Родени в Безиково
- Ильо, войвода на чета в Малешево, загива с цялата си чета през март 1908 година в село Мощица в разрушена с оръдия от турска войска къща.[8]
- Петре Ангелов, български революционер от ВМОРО, четник на Кръстьо Българията[9]

Починали в Безиково
- Петър Атанасов Лугов, български военен деец, подпоручик, загинал през Междусъюзническа война[10]